# Gelnhausen
Gelnhausen est une ville de Hesse (Allemagne), chef-lieu de l'arrondissement de Main-Kinzig dans le district de Darmstadt.
Elle se situe à mi-distance de Francfort-sur-le-Main et de Fulda dans l'est de l'aire urbaine Rhin-Main. Elle est connue pour être la ville de Barberousse.

## Géographie
Gelnhausen est au sud du Vogelsberg et au nord du Spessart, dans la vallée de la Kinzig. La Kinzig traverse la ville.
Elle devient, le 1er janvier 2007, le centre géographique de l'Union européenne à 27 pays, selon l'estimation de l'IGN France. Elle remplace Kleinmaischeid à la suite de l'entrée de la Bulgarie et de la Roumanie dans l'Union. Le 26 janvier 2007, Volker Hoff, ministre des affaires européennes de la Hesse, a hissé symboliquement le drapeau européen à cet endroit.
En 2013, l'adhésion de la Croatie à l'Union fait basculer ce point en Bavière, à Westerngrund.

## Histoire
| Appartenances historiques Comté de Schwarzbourg-Blankenbourg/ Comté d'Hohnstein 1349–1431 Comté de Schwarzbourg-Blankenbourg 1431–1435 Comté de Schwarzbourg-Blankenbourg/ Palatinat du Rhin 1435–1496 Comté de Hanau-Münzenberg/ Palatinat du Rhin 1496–1642 Comté de Hanau-Lichtenberg/ Palatinat du Rhin 1642–1736 Landgraviat de Hesse-Cassel/ Palatinat du Rhin 1736–1746 Landgraviat de Hesse-Cassel 1746–1803 Électorat de Hesse 1803–1807 Royaume de Westphalie 1807–1813 Électorat de Hesse 1813–1866 Royaume de Prusse (Province de Hesse-Nassau) 1866–1918 République de Weimar 1918–1933 Reich allemand 1933–1945 Allemagne occupée 1945–1949 Allemagne 1949–présent |

Frédéric Ier Barberousse fonda la ville en 1170 en regroupant trois villages disséminés sur un versant de la vallée de la Kinzig. Il y fit ériger un palais impérial.

## Démographie
| 1998   | 1999   | 2000   | 2001   | 2002   | 2003   | 2004   |
| ------ | ------ | ------ | ------ | ------ | ------ | ------ |
| 21 656 | 21 750 | 21 799 | 21 835 | 21 670 | 21 773 | 21 808 |

## Administration
| Période                                  | Période          | Identité         | Étiquette | Qualité |
| ---------------------------------------- | ---------------- | ---------------- | --------- | ------- |
|                                          | 26 novembre 2006 | Jürgen Michaelis | CDU       |         |
| 26 novembre 2006                         |                  | Thorsten Stolz   | SPD       |         |
| Les données manquantes sont à compléter. |                  |                  |           |         |

## Partenariats
La ville de Gelnhausen est jumelée avec :
- Clamecy (France) depuis 1962
- Marlengo (Italie) depuis le 22 juillet 1977

## Lieux et monuments

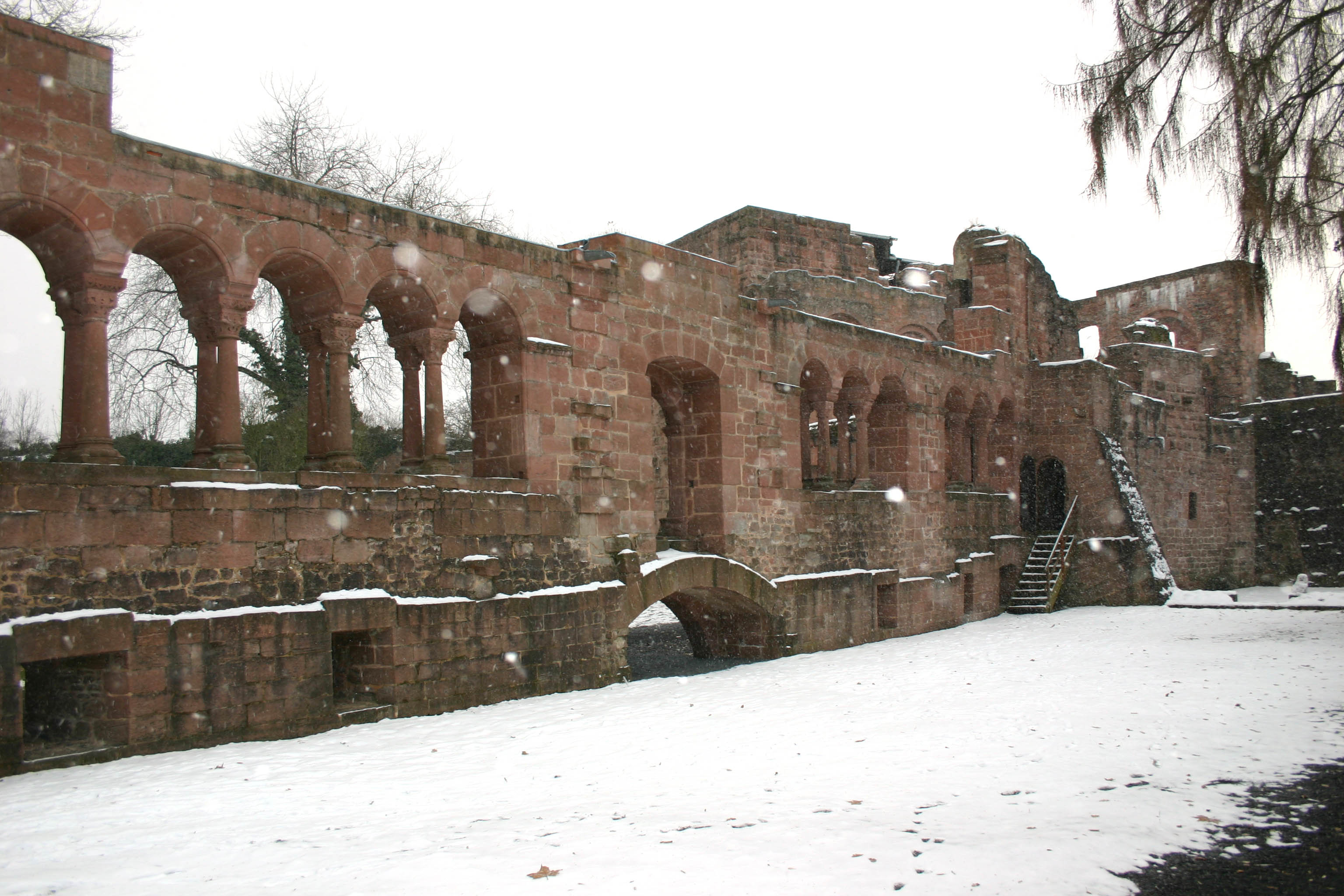
Kaiserpfalz

- Kaiserpfalz (de)
- Hexenturm (Tour aux sorcières)
- Église évangélique Marienkirche
- Église catholique Saint-Pierre
- Ancienne synagogue

## Personnalités liées à la ville

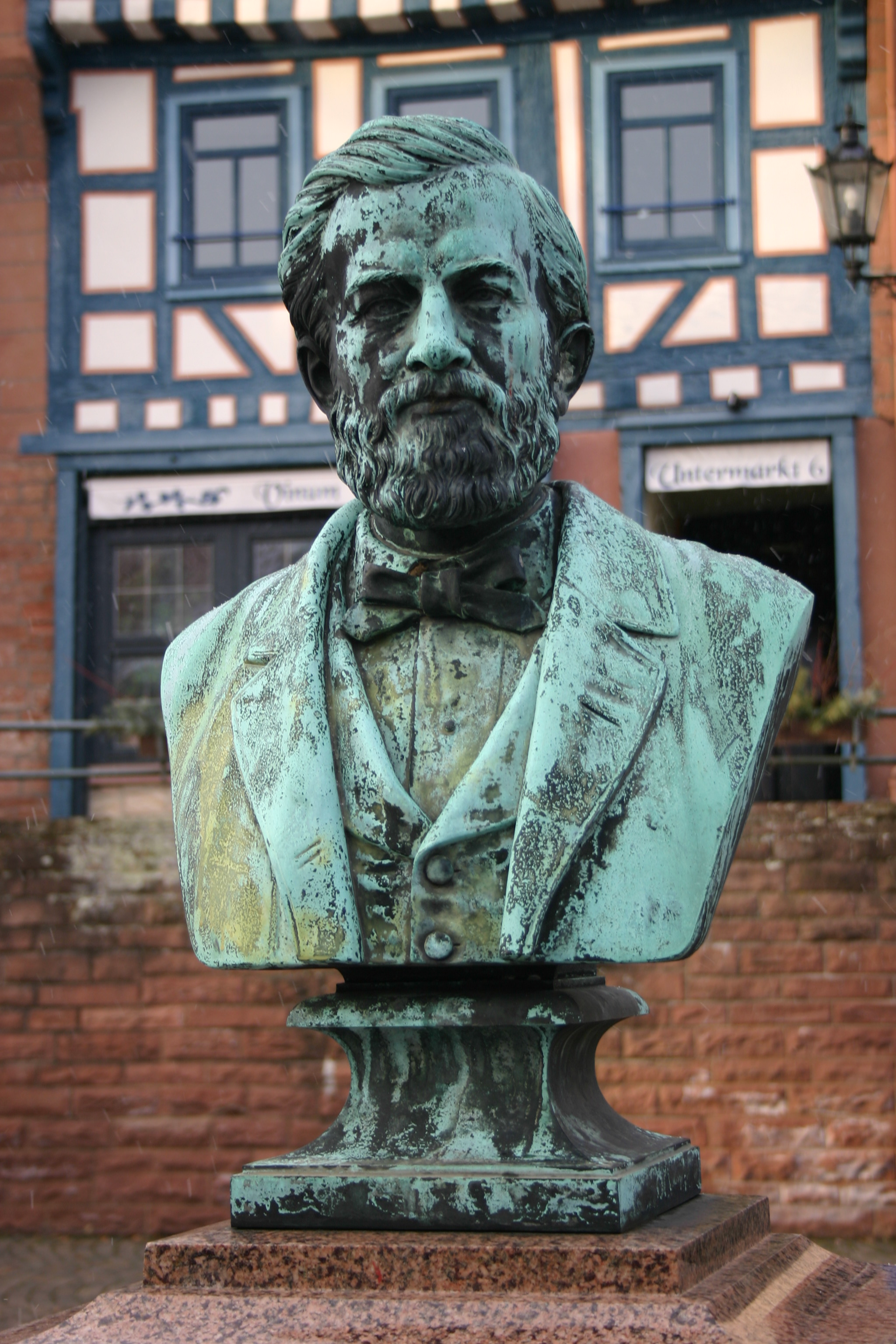
Buste de Philipp Reis

- le Magister et pédagogue Jost Hoen y est né en 1500 ;
- l'écrivain Hans Jakob Christoffel von Grimmelshausen y est né en 1622 ;
- le botaniste et géologue Johann Heinrich Cassebeer y est né en 1784 ;
- le physicien Philipp Reis y est né en 1834 ;
- l'homme politique August Brey y est né en 1864 ;
- le cinéaste Oskar Fischinger y est né en 1900 ;
- l'écologiste Hans Joachim Fröhlich y est né en 1923;
- les membres du groupe de rock'n'roll The Monks se sont rencontrés à Gelnhausen, où ils étaient en garnison en 1962.